# Cosmin Tilincă
Cosmin Augustin Tilincă (sinh ngày 1 tháng 8 năm 1980) là một cầu thủ bóng đá người România hiện tại thi đấu cho Sănătatea Cluj. Anh bắt đầu chơi bóng tại câu lạc bộ quê nhà Arieşul Turda. Trong mùa hè năm 2002 anh chuyển đến CFR Cluj, nơi anh thi đấu đến năm 2007. Trong khoảng thời gian đó, anh là cầu thủ thường xuyên ghi bàn của đội bóng và có biệt danh Tili-Goal.
Năm 2005, anh được triệu tập vào đội tuyển quốc gia România, but he never played due to an injury. Additionally, he played in the 2005 UEFA Intertoto Cup, where he was the competition's top goalscorer with seven goals.